# شون ماي
شون ماي (بالإنجليزية: Sean May)‏ مواليد 4 أبريل 1984 في شيكاغو، هو لاعب كرة سلة أمريكي سابق بدأ مسيرته الاحترافية في سنة 2005. يبلغ طوله 6 قدم 9 بوصة (2.1 م). اعتزل اللعب في 2015.

## فرق لعب لها
- شارلوت هورنتس
- سكرامنتو كينغز
- فنربخشة لكرة السلة
- باريس لوفالوا
- إس بي أو روان باسكت
- أورليان لواريت

## روابط خارجية
- شون ماي على موقع إن بي أي (الإنجليزية)
- شون ماي على موقع سبورتس رفرنس (الإنجليزية)
- شون ماي على موقع كرة السلة الأوروبية.كوم (الإنجليزية)
- شون ماي على موقع كلية كرة السلة في سبورتس رفرنس.كوم (الإنجليزية)
- شون ماي على موقع ريلجم (الإنجليزية)
- شون ماي على موقع بروبوليرز (الإنجليزية)
- شون ماي على موقع سبورتس رفرنس (الإنجليزية)